# Kyrkefalla landskommun
Kyrkefalla landskommun var en tidigare kommun i Skaraborgs län. 

## Administrativ historik
Kommunen inrättades i Kyrkefalla socken i Kåkinds härad i Västergötland när 1862 års kommunalförordningar trädde i kraft den 1 januari 1863. I kommunen inrättades 20 oktober 1923 Tibro municipalsamhälle.
1947 ombildades kommunen till Tibro köping som 1971 ombildades till Tibro kommun.

## Politik

### Mandatfördelning i Kyrkefalla landskommun 1938-1942
| 8 | 3 | 4 | 5 | 5 |

| 25 |

|  | 13 |  | 5 | 6 | 4 |

| 28 |